# Giretsu Kuteitai

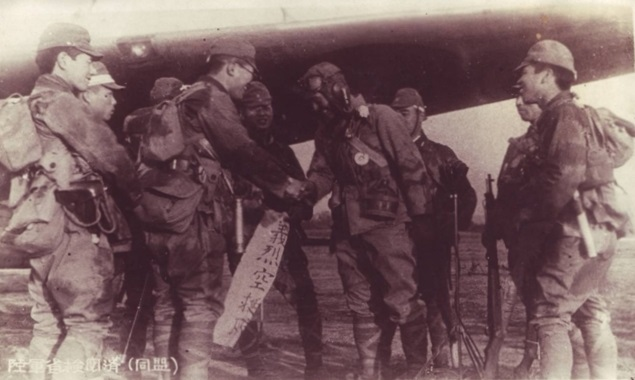
El Capitán Michiro Okuyama y la unidad Giretsu antes de partir a su misión en Okinawa.

La Giretsu Kuteitai (義烈空挺隊) fue una unidad de fuerzas especiales aerotransportada del Ejército Imperial Japonés formada a partir de los Teishin Shudan (paracaidistas del Ejército) en noviembre de 1944 como un último intento por reducir y demorar los bombardeos Aliados sobre las Islas Locales Japonesas. La unidad estaba bajo el mando del Teniente General Michio Sugahara.

## Historia
Luego que los bombarderos estratégicos B-29 de la USAAF empezaron los ataques contra Tokio desde bases en las Islas Marianas, se le ordenó a la 1.ª Brigada de Asalto de los Teishin Shudan que forme una unidad comando para una misión "operación especial" donde atacarían y destruirían los bombarderos basados en el Aeródromo Aslito de Saipán. El Capitán Michiro Okuyama, comandante de la Compañía de Ingenieros de la Brigada y entrenado en sabotaje y demolición, fue elegido como líder de la misión, seleccionando 126 hombres adicionales de su propio equipo (1.er Teishin-Dan 1.er Regimiento 4.ª Compañía) para formar la primera Unidad Aerotransportada Giretsu. Inicialmente fue organizada con una sección de mando, cinco pelotones y una escuadra independiente, basada en la Academia Aérea del Ejército Imperial Japonés de Saitama. El grupo incluía además ocho oficiales de inteligencia y dos operadores de radio de la Escuela de Nakano.

## Tácticas
Las operaciones de la Giretsu iban a ser nocturnas, comenzando con bombarderos aéreos. Después de estos, las unidades comando serían insertadas en el aeródromo a atacar aterrizando forzosamente sus aviones de transporte. El hecho que no se había previsto el rescate de la fuerza de ataque, aunado al rechazo de la rendición en la doctrina militar japonesa de la época, significaba que las operaciones de la Giretsu iban a ser ataques suicidas.

## Operaciones
El ataque contra las Marianas fue planificado para el 24 de diciembre de 1944, pero fue cancelado después que los bombardeos estadounidenses dañaran los posibles aeródromos de reabastecimiento en Iwo Jima. Después de cancelarse el ataque contra las Marianas, se hicieron planes para atacar los aeródromos de Iwo Jima capturados por los Marines en marzo, pero estos también fueron cancelados cuando cayó la guarnición de Iwo Jima.
Fuerzas estadounidenses desembarcaron en Okinawa el 1 de abril, con lo cual los cazas estadounidenses basados en la costa occidental de la isla interceptaron y derribaron varios aviones kamikaze que atacaban la flota estadounidense. A mitad de abril, el Sexto Ejército del Aire solicitó el despliegue de las Fuerzas Especiales Giretsu para neutralizar esos aeródromos, en la denominada "Operación Gi-gou". El 18 de mayo, su despliegue fue autorizado.

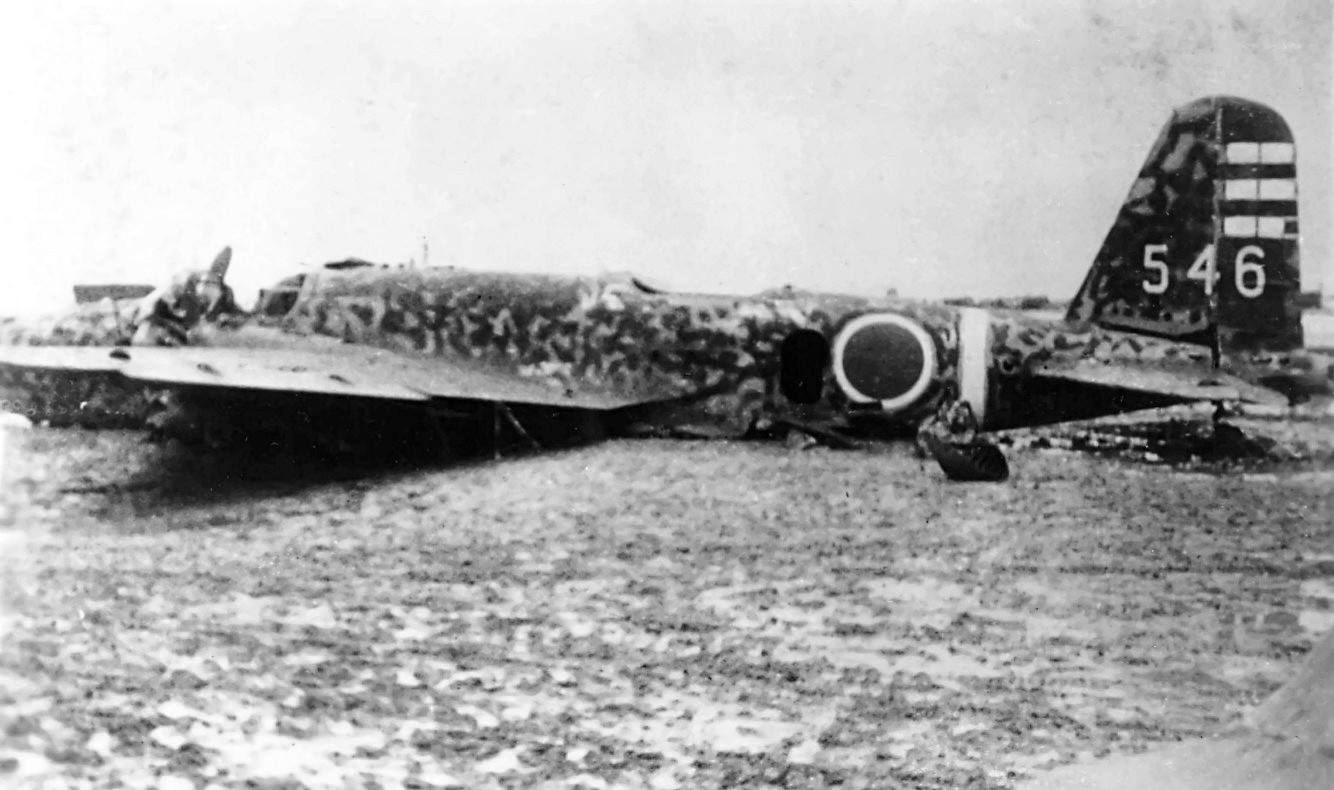
Ki-21 del Daisan Dokuritsu Hikotai en el Aeródromo de Yontan, 25 de mayo de 1945.

En la noche del 24 de mayo de 1945, 12 bombarderos Ki-21-IIb del Daisan Dokuritsu Hikotai ("3.er Escuadrón Independiente": 32 tripulantes liderados por el Capitán Chuichi Suwabe) fueron desplegados para el ataque, cada uno con 14 comandos. Ocho fueron asignados al aeródromo de Yontan y cuatro al de Kadena. Cuatro aviones abortaron la misión debido a problemas con sus motores y tres más fueron derribados por la artillería antiaérea. Sin embargo, cinco lograron aterrizar forzosamente en el aeródromo de Yontan durante la confusión producida por un ataque diversionario de unos 50 cazas y bombarderos de la Fuerza Aérea del Ejército Imperial Japonés y de la Armada Imperial Japonesa.

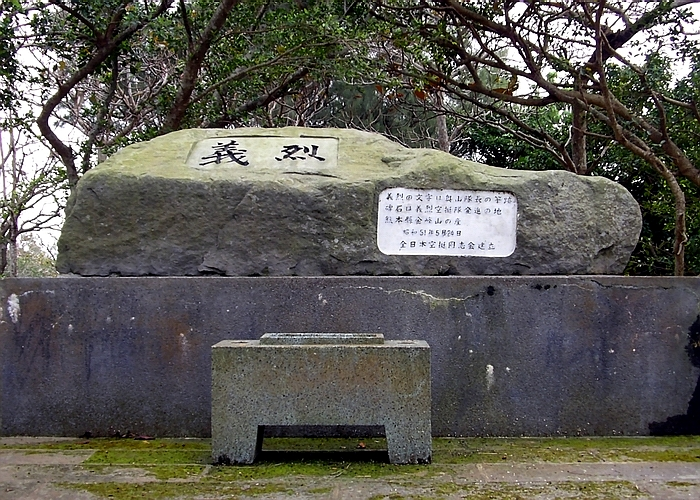
Memorial para los comandos Giretsu en Itoman, Okinawa.

Solamente un avión aterrizó exitosamente. Sobrevivieron unos diez comandos, que armados con subfusiles y diversos explosivos sembraron el caos entre los pertrechos y los aviones cercanos, destruyendo 70.000 galones de combustible y nueve aviones, además de dañar 29 más antes de ser aniquilados por los defensores. Un sobreviviente se unió al 32.º Ejército hacia el 12 de junio.
Otra vez se planeó un segundo ataque a gran escala contra las bases de las Marianas para específicamente destruir los bombarderos B-29 Superfortress, con 60 aviones y 900 comandos para las noches de 19-23 de agosto de 1945 (Operación Ken-gou). Pero el 15 de agosto Japón se rindió y la operación fue cancelada.

## Uniformes y equipo
Los miembros de la Giretsu vestían uniformes camuflados hechos a mano y empleaban equipos especiales. La mayoría estaban armados con subfusiles Tipo 100, fusiles Tipo 99 y bayonetas Tipo 30, lanzagranadas Tipo 89, granadas Tipo 99 y minas Tipo 99, así como pistolas Tipo 94.